# Chapelle Saint-Marc de Malakoff
La chapelle Saint-Marc située au 67, rue Hoche à Malakoff dans les Hauts-de-Seine est une église affectée au culte catholique qui dépend de la paroisse de Malakoff.

## Description
Cette chapelle est un ancien atelier de cartonnerie, en brique, couvert d'un toit à deux pentes, sans clocher, et signalé par une croix du côté de la rue.

## Historique
Elle a été aménagée dans le cadre de l’Œuvre des Chantiers du Cardinal.
Elle a été bénie le 8 juin 1963.
Des travaux de restauration sont menés en 2018.

## Paroisse
Deux autres lieux de culte relèvent de ce doyenné:
- Église Notre-Dame de Malakoff.
- Chapelle du Sacré-Cœur de Malakoff.